# Roza Lallemand
Roza Lallemand (z domu Te, ur. 8 sierpnia 1961, zm. 26 sierpnia 2008) – francuska szachistka pochodzenia rosyjskiego, arcymistrzyni od 2000 roku. W czasie swojej kariery występowała również pod nazwiskiem Te-Lallemand.

## Kariera szachowa
Po zmianie obywatelstwa od razu awansowała do czołówki francuskich szachistek. W latach 2000, 2002 i 2006 wystąpiła w reprezentacji kraju na szachowych olimpiadach, natomiast w 2001, 2003 i 2005 – w drużynowych mistrzostwach Europy, w 2001 r. zdobywając wraz z zespołem złoty medal. Wielokrotnie startowała w finałach indywidualnych mistrzostw Francji, dwukrotnie (2001, 2003) zdobywając brązowe medale.
Jeden z największych sukcesów w turniejach międzynarodowych odniosła w 1998 r. w otwartym turnieju w Saint-Quentin, gdzie wśród kilku arcymistrzów podzieliła II-IV m. za Jakowem Murejem, wspólnie z Leonidem Gofshtein i Ognjanem Todorowem, a przed m.in. Petyrem Welikowem, Nino Kirowem, Krumem Georgijewem i Nebojšą Nikčeviciem.
W sierpniu 2008 r. w Pau uczestniczyła w kolejnych mistrzostwach Francji, które ukończyła na VI miejscu. Trzy dni po zakończeniu turnieju zmarła w swoim domu na atak serca.
Najwyższy ranking w karierze osiągnęła 1 lipca 2001 r., z wynikiem 2347 punktów dzieliła wówczas 86-89. miejsce na liście światowej FIDE, zajmując jednocześnie pierwsze miejsce wśród francuskich szachistek.